# 洲崎 (千葉県)

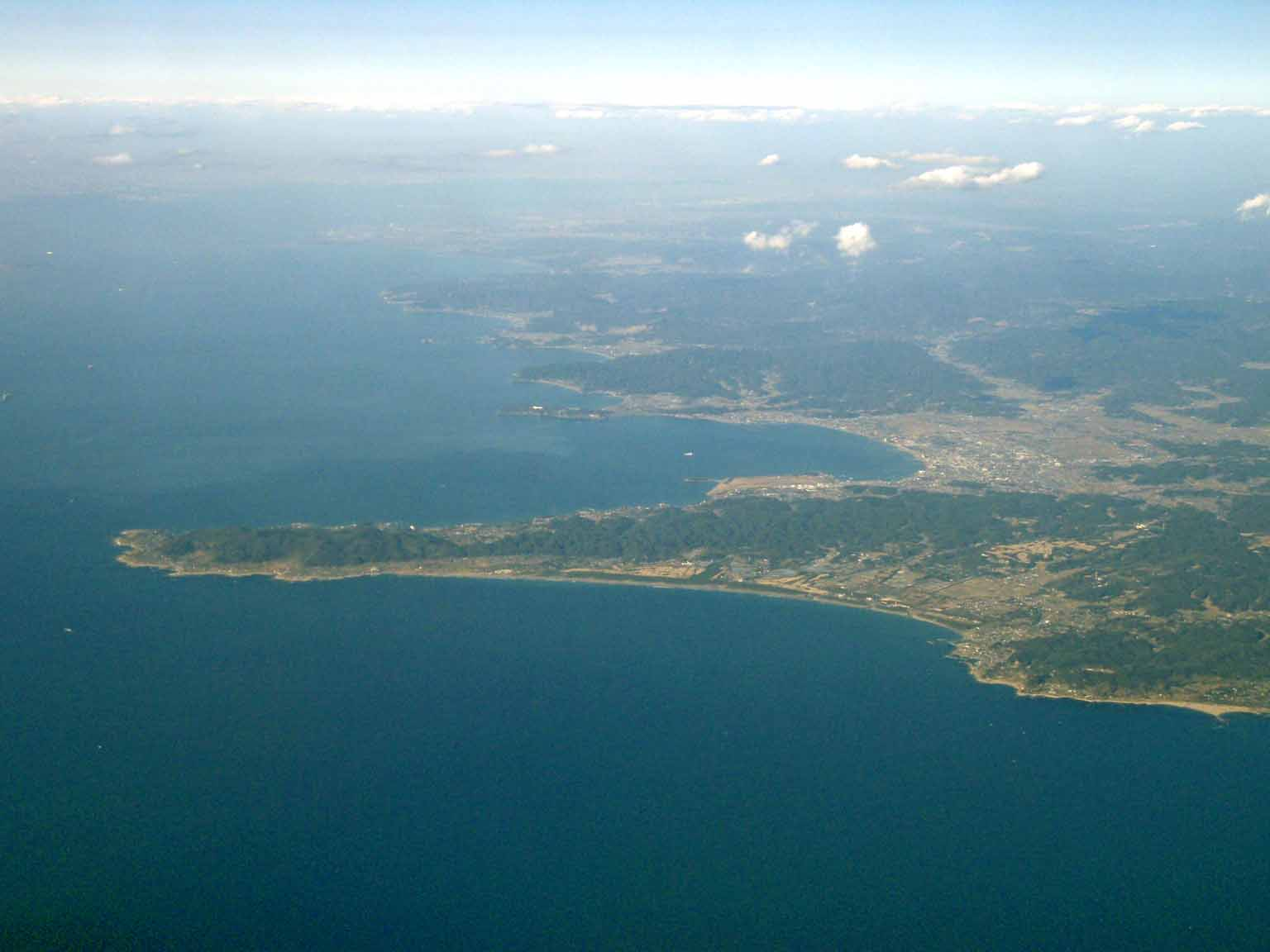
南から見た洲崎（画像中央）

洲崎（すのさき）は、千葉県館山市にある岬。また周辺の地名（大字）でもある。房総半島の最西端であり、浦賀水道（広義の東京湾）の南端に当たる。洲埼灯台がある。また近くには洲崎神社がある。

## 地理
館山市内の南西部にあり、洲崎半島の先端に位置する地区である。
北側は館山湾に面しており、東京湾の最南端にあたる地域でもある。南側は西川名、東側は坂田と隣接している。

## 小・中学校の学区
市立小・中学校に通う場合、小学校は館山市立西岬小学校、中学校は館山市立第二中学校に通学する。

## 交通

### 鉄道
- 鉄道路線は通っていない。JR内房線館山駅が最寄りとなり、下記のバス路線を利用する。

### バス
- JRバス関東 洲の崎線
  - [6] 館山駅 - ファミリーオ館山 - 休暇村館山前 - 坂田 - 洲の崎灯台前 - 伊戸 - 南房パラダイス
  - [14] 館山駅 - ファミリーオ館山 - 休暇村館山前 - 坂田 - 洲の崎灯台前 - 伊戸
  - [52] 館山駅 - ファミリーオ館山 - 休暇村館山前 - 西岬小学校前 - 小沼 - 伊戸
  - [53] 館山駅（ - おどや館山海岸店 - 渚の駅たてやま） - ファミリーオ館山 - 休暇村館山前 - 西岬小学校前 - 坂田 - 伊戸
  - [56] 館山駅（ - おどや館山海岸店 - 渚の駅たてやま） - ファミリーオ館山 - 休暇村館山前 - 坂田 - 洲の崎灯台前 - 伊戸漁港

※館山駅からの路線バスでの運行を基本とするが、一部の便は東京駅からの高速バス「房総なのはな号」と直通運転となっている。

### 港湾
- 洲崎漁港

### 道路
一般県道
- 千葉県道257号南安房公園線（房総フラワーライン）

## 施設

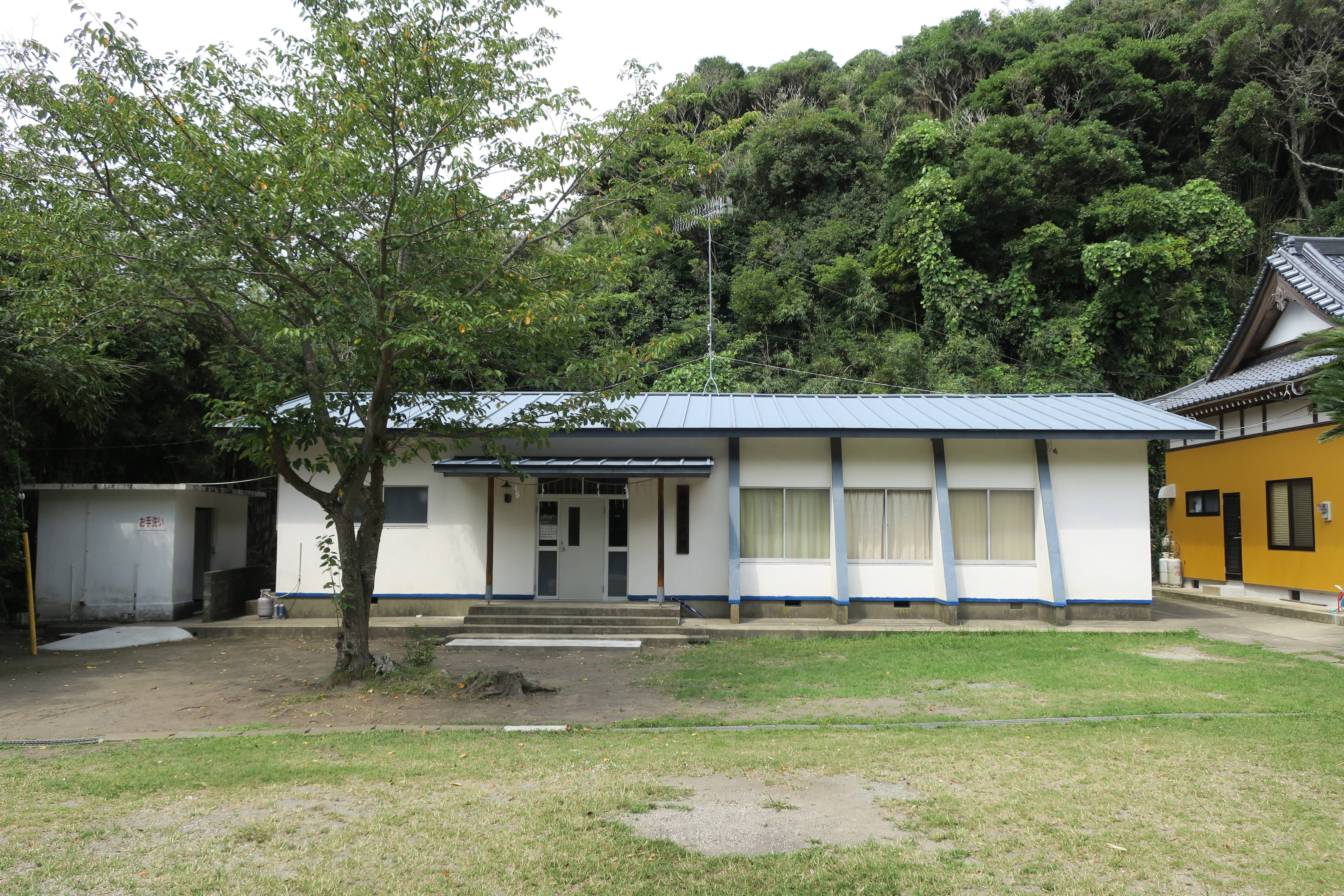
洲崎区民館
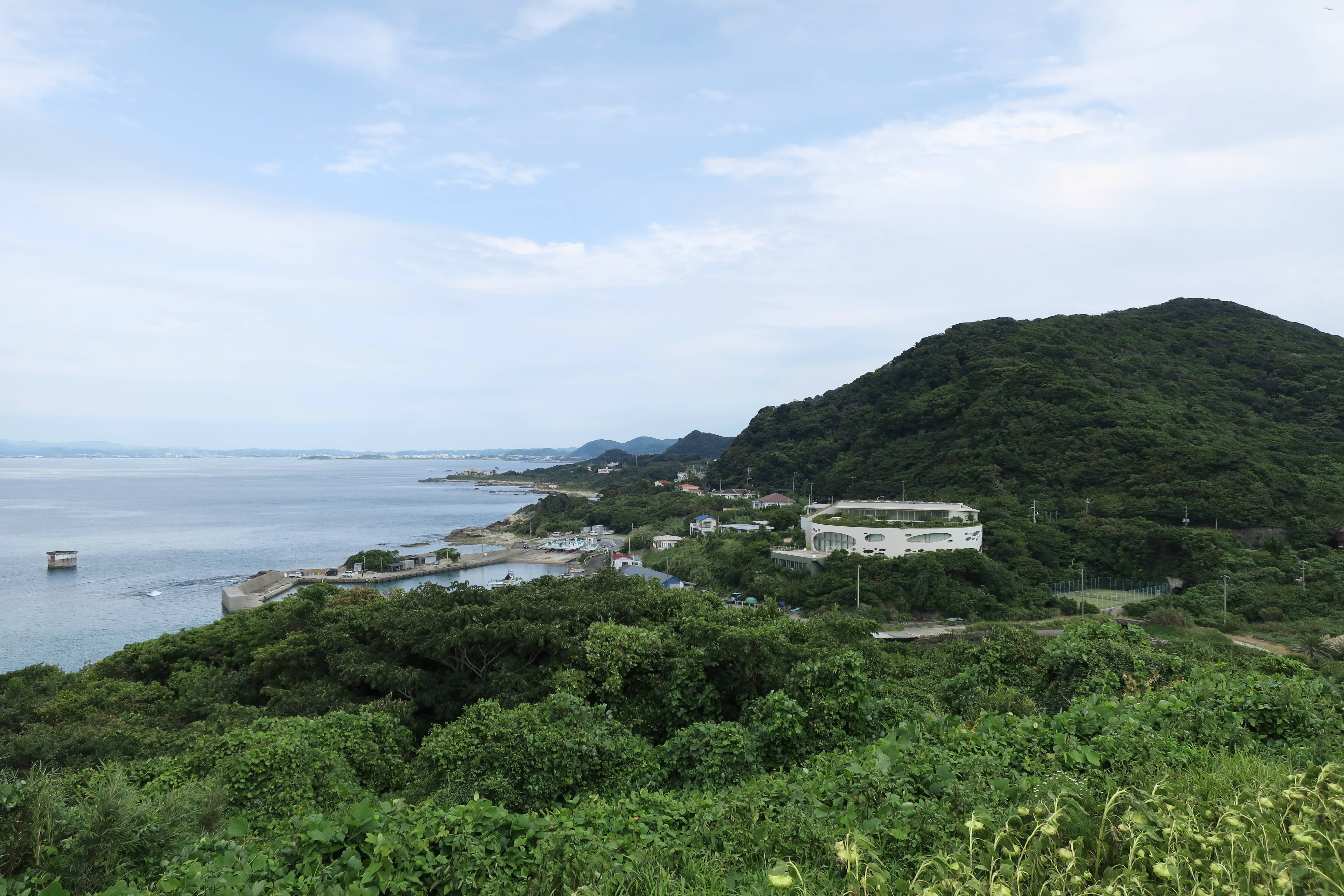
海洋関係施設
  - 洲埼灯台
  - 洲崎漁港
  - 栄の浦漁港
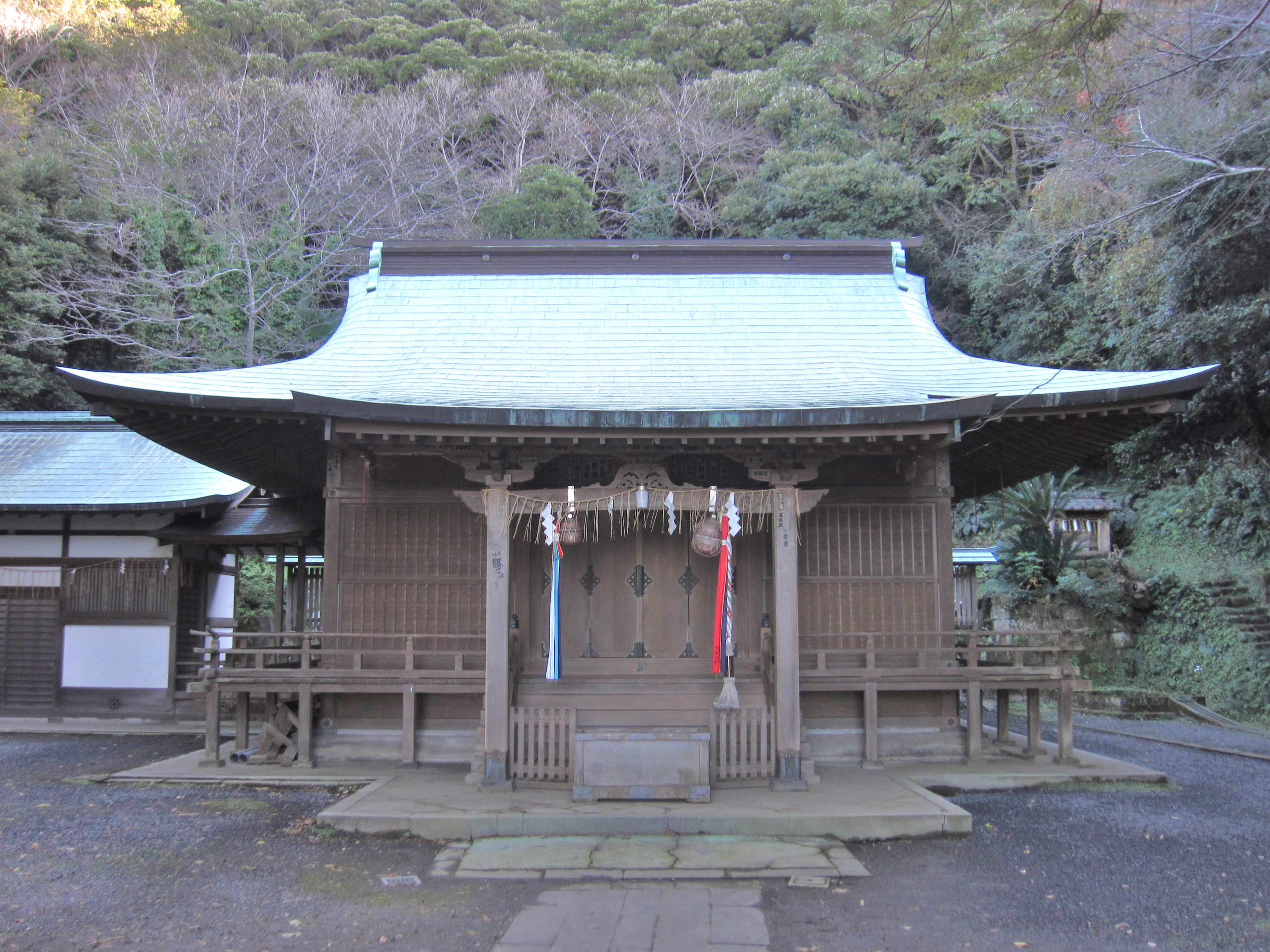
宿泊施設
  - 洲の崎風の抄
  - 岬の宿善平
  - 明神荘
  - 喜多山旅館
- 保育園
  - 子育保育園
- 神社・寺院 
  - 洲崎神社
  - 養老寺

- 洲崎区民館
- 栄の浦漁港
- 洲崎神社

## 観光・文化
- 毎年1月には館山若潮マラソンが開催され、地内の房総フラワーラインがコースとなり、多くのランナーで賑わう。
- 洲崎のミノコオドリという洲崎神社で伝承されている独自の踊りがある。